# Ferula groessingii
Ferula groessingii là một loài thực vật có hoa trong họ Hoa tán. Loài này được Riedl & Riedl-Dorn mô tả khoa học đầu tiên năm 1987.